# Jacques Attali
Jacques Attali (* 1. listopadu 1943 Alžír) je francouzský ekonom a spisovatel.
Pochází z rodiny sefardských Židů, která se v době alžírské války odstěhovala do Paříže. Vystudoval École polytechnique, École des mines, Sciences Po, École nationale d'administration a Univerzitu Paříž IX, kde od roku 1968 přednášel ekonomickou vědu. Byl blízkým spolupracovníkem Françoise Mitterranda, který ho po nástupu do prezidentského úřadu v roce 1981 jmenoval svým poradcem pro hospodářské otázky. V letech 1991 až 1993 byl Attali prvním předsedou Evropské banky pro obnovu a rozvoj, stál také u zrodu mezinárodní dobročinné organizace Akce proti hladu a programu EUREKA. Podporuje reformy prezidenta Emmanuela Macrona, přišel s koncepcí „pozitivní ekonomiky“, upřednostňující dlouhodobou udržitelnost před rychlým ziskem. Je stoupencem hnutí za připojení frankofonní části Belgie k Francii (rattachismus).
Jako amatérský hudebník působí v orchestru Université Grenoble-Alpes, píše texty pro zpěvačku Barbaru a romány (v českém překladu vyšlo Bratrstvo probuzených). Je také autorem historické práce Athény a Jeruzalém – Úděl duchovní říše Západu (spolu s Pierrem-Henrym Salfatim). Je členem správní rady Muzea Orsay.
V letech 2008, 2009 a 2010 byl zařazen na seznam Sto nejvlivnějších intelektuálů světa. V roce 2011 obdržel cenu Woodrow Wilson International Center for Scholars za veřejnou službu.